# 武仙座V828
武仙座V828，又名BD+17 3778，HD 175744、SAO 104271、HR 7147，是武仙座的一颗恒星，视星等为6.63，位于銀經49.54，銀緯7.11，其B1900.0坐标为赤經18h 51m 38.4s，赤緯+17° 7.11′ 57″。